# Madrid Masters
De Madrid Masters was een internationaal golftoernooi en maakte deel uit van Europese PGA Tour. Het toernooi was opgezet door 'GFC Golf & Business', het bedrijf van Gonzalo Fernandez-Castaño en 'Golf Acción', het bedrijf van Miguel Angel Jiménez.
De eerste editie vond plaats in oktober 2008 en werd gewonnen door Charl Schwartzel uit Zuid-Afrika. In 2009 won Ross McGowan mede door het vestigen van een nieuw baanrecord. In de derde ronde scoorde hij 60 (-12).
Het prijzengeld van het toernooi was in 2009 € 1.500.000, iets minder dan het prijzengeld voor het KLM Open 2009.

## Winnaars
| Jaar                  | Baan                                        | Winnaar          |
| Madrid Masters        | Madrid Masters                              | Madrid Masters   |
| --------------------- | ------------------------------------------- | ---------------- |
| 2008                  | Club de Campo Villa de Madrid               | Charl Schwartzel |
| 2009                  | Centro Nacional de Golf                     | Ross McGowan     |
| 2010                  | Real Sociedad Hípica Española Club de Campo | Luke Donald      |
| Bankia Madrid Masters |                                             |                  |
| 2011                  | El Encin Golf                               | Lee Slattery     |
| Madrid Masters        |                                             |                  |
| 2012                  |                                             | geannuleerd      |